# کلیسای جامع آنتونی مقدس پادووا

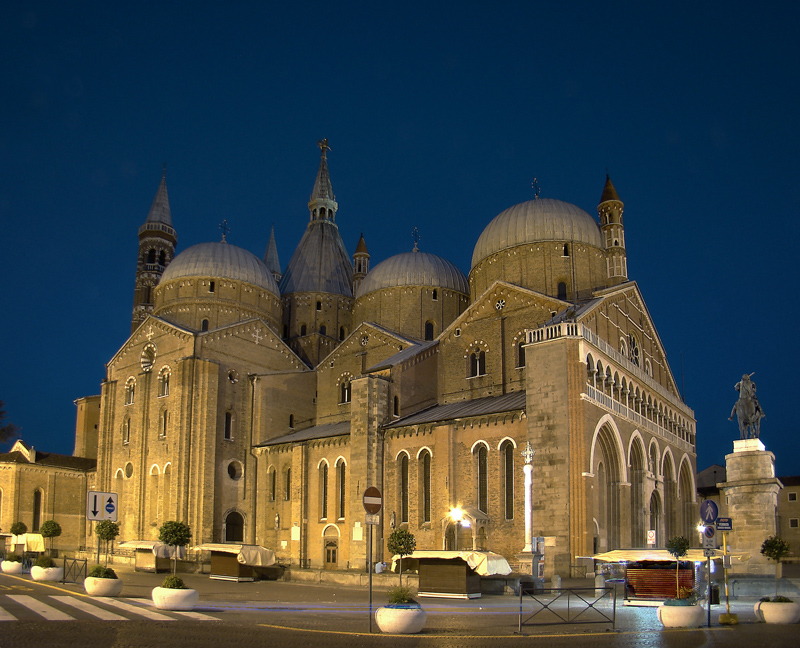
نمای بیرونی کلیسای جامع آنتونی مقدس پادووا.

کلیسای جامع آنتونی مقدس پادووا (به ایتالیایی: Basilica Pontificia di Sant'Antonio di Padova) یک کلیسای کاتولیک و یک بازیلیک یا کلیسای جامع کوچک در پادووا، ونتو در شمال ایتالیا است. این کلیسا به احترام آنتونیوی پادوا چنین نام گذاری شده‌است. افراد محلی به این کلیسا il Santo می‌گویند. این مکان یکی از هشت مکان مقدس پذیرفته شده از سوی سریر مقدس است. با اینکه این کلیسا یک مقصد زیارتی برای بسیاری از مردم جهان است اما کلیسای مرکزی شهر نیست.
پیترو بمبو از جمله به خاک سپرده شدگان در این کلیسا است.

## گذشته
ساخت این کلیسا در سال ۱۲۳۲ دقیقاً یک سال پس از درگذشت آنتونیوی پادوا آغاز شد و در سال ۱۳۱۰ پایان یافت. اما اصلاحات و تعمیرات خرابی‌هایی که در این بین روی داد تا اواسط سدهٔ ۱۵ میلادی ادامه داشت. آنتونیوی مقدس وصیت کرده بود که در کلیسای کوچکی به نام سانتا ماریا ماتر دومینی (کلیسای مریم مقدس مادر خدا) به خاک سپرده شود. او در سال ۱۲۲۹ نزدیک این کلیسا یک صومعه نیز بنا کرده بود. این کلیسای کوچک در کلیسای جامع فعلی گنجانده شد و تبدیل به اتاق Cappella della Madonna Mora (اتاق بانوی تاریک مان) شد.